# Reliquiari di san Tommaso Becket

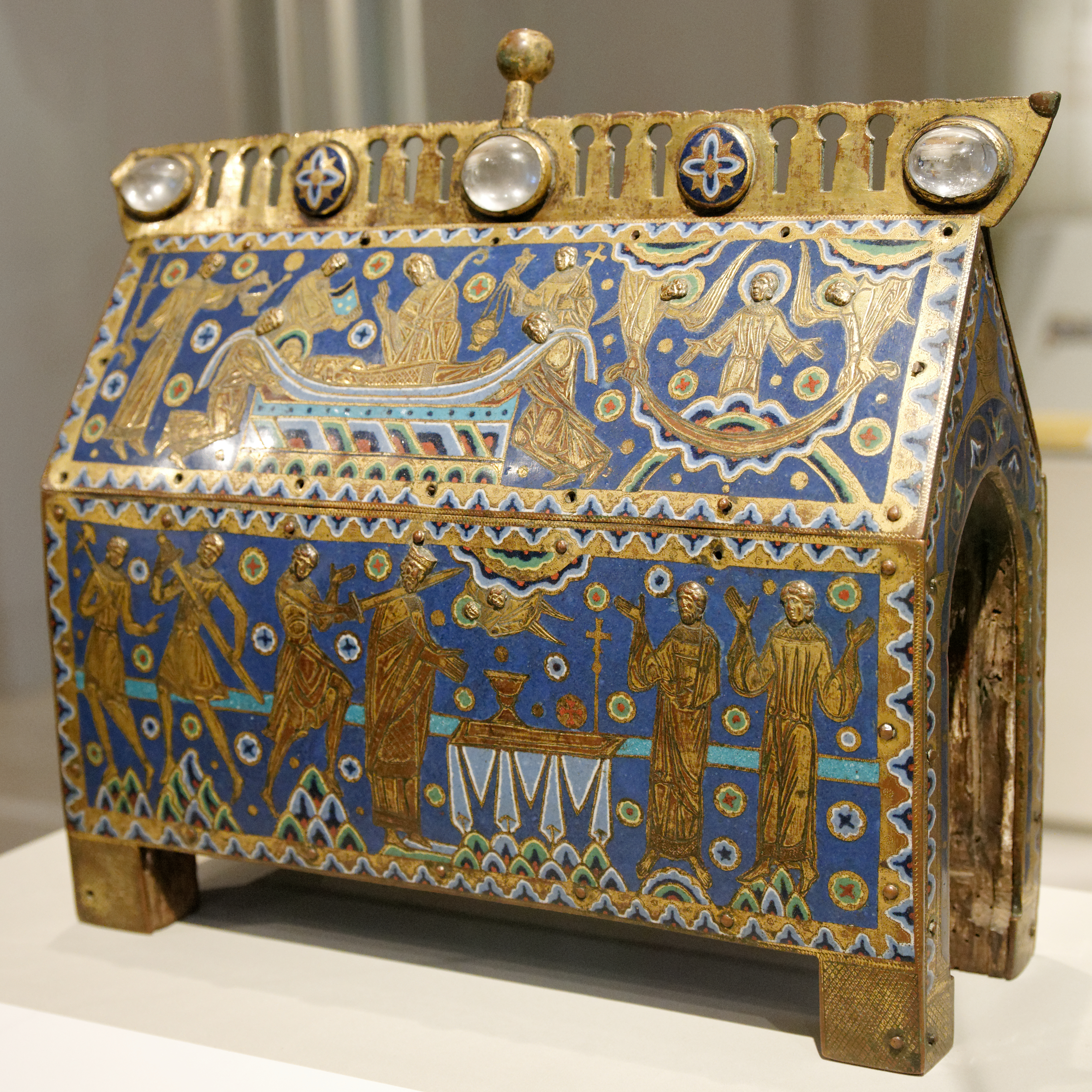
Reliquiario nel Victoria and Albert Museum di Londra.

I reliquiari di San Tommaso Becket sono un gruppo di alcune decine di cofanetti smaltati di Limoges, complementari in forma e stile, realizzati intorno al 1200 per custodire e diffondere le reliquie del martire. La stragrande maggioranza dei reliquiari sopravvissuti è oggi musealizzata o conservata presso collezioni private in tutto il mondo.

## Contesto storico

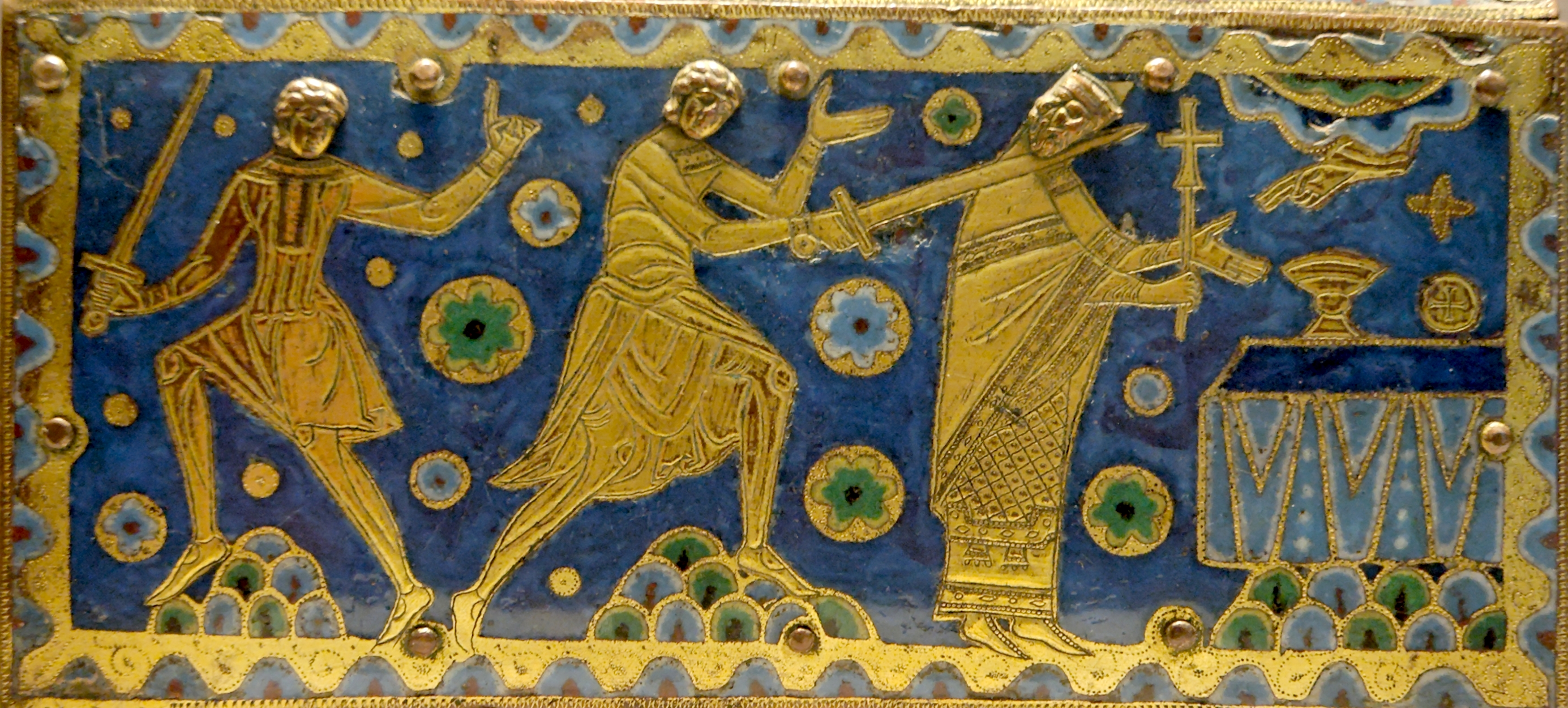
L'assassinio di Thomas Becket. Particolare di uno dei due reliquiari conservati al museo del Louvre a Parigi.

Durante la notte del 29 dicembre 1170, l'arcivescovo di Canterbury, Thomas Becket, fu assassinato mentre celebrava la messa nella sua cattedrale di Canterbury, da quattro cavalieri che obbedivano agli ordini del re Enrico II d'Inghilterra. Questo evento, con protagonista un uomo di Chiesa in grado di opporre la religione cristiana all'assolutismo del potere regale, ebbe notevoli ripercussioni in tutta Europa e numerosi pellegrini iniziarono ad accorrere in gran numero per pregare sul luogo dell'assassinio. Nel 1173 Thomas Becket fu canonizzato e la sua cattedrale divenne uno dei santuari più visitati d'Occidente, tanto da essere ancora oggi una delle chiese più famose del Regno Unito.
Negli anni successivi alla sua morte, le reliquie di san Tommaso vengono condivise e disperse, in modo da permettere a quanti più fedeli possibili di venerarle, all'interno di reliquiari approntati appositamente e realizzati a Limoges, un centro per la produzione di oggetti in smalto champlevé. Le reliquie di san Tommaso Becket rimaste nella cattedrale di Canterbury furono poi distrutte all'inizio del XVI secolo dal re Enrico VIII.

## Caratteristiche
Per la maggior parte realizzati tra il 1195 e il 1220, i reliquiari misurano tra gli 11 ei 21 centimetri di lunghezza e un'altezza compresa tra i 10 ei 18 centimetri. Hanno tutti la consueta forma del reliquiario dell'epoca, a parallelepipedo poggiante su quattro piedi e sormontato da un tetto a due falde, che richiama i coperchi dei più antichi sarcofagi cristiani, simbolo della reliquia che contengono. La loro struttura interna è in legno di rovere, protetta da un rivestimento e rivestita esternamente da sei lastre di rame smaltate con la tecnica champlevé. La maggior parte dei reliquiari era anche coronata da uno stemma in rame traforato, che poteva anche essere decorato con pietre preziose o cristallo di rocca. A causa della loro fragilità, molte di queste creste sono ora scomparse.
In tutti i cofanetti, sulla facciata è rappresentata la scena dell'assassinio di Thomas Beckett, che viene decapitato mentre celebra la messa davanti a un altare. Il numero degli aggressori varia, da uno a quattro e, in alcuni casi, sono rappresentati anche i chierici.
Le scene che compaiono nelle altre sezioni sono più varie, anche se dominano determinati temi. Così, sulla striscia anteriore troviamo principalmente la rappresentazione della sepoltura di San Tommaso Becket o quella dell'ascensione della sua anima al cielo, ai lati compaiono apostoli o santi mentre il retro in genere presenta solo generici motivi ornamentali.

## Censimento
Dei cento o più reliquiari probabilmente prodotti, cinquantasette sono stati identificati, gli altri probabilmente sono scomparsi o sono stati deliberatamente distrutti per ordine di Enrico VIII. Tra quelli rimasti, alcuni sono rimasti oggetti di devozione, custoditi in chiese o cattedrali, gli altri sono stati acquistati, a volte a prezzi altissimi, da musei o collezioni private di tutto il mondo. Nel 1996, il Regno Unito ha vietato l'esportazione di un reliquiario venduto all'asta da Sotheby's per 6,5 milioni di dollari a un collezionista privato: il reliquiario in questione è in mostra al Victoria and Albert Museum.

## Reliquiari esposti al pubblico
Di seguito una lista non esaustiva, divisa per Paesi, dei musei o pubbliche collezioni in cui si trovano esposti esemplari del gruppo originale di reliquiari:
Francia
- Musée d'art Roger-Quilliot a Clermont-Ferrand;[1]
- Musée de la Sénatorerie a Guéret;[2]
- Musée de l'Évêché a Limoges;
- Musée des Beaux-Arts di Lione;
- Musée du Louvre a Parigi (2 reliquiari - Assassinio e sepoltura di San Tommaso Becket e Martirio e Glorificazione di San Tommaso Becket);
- Musée national du Moyen Âge a Parigi (2 reliquiari);
- Cattedrale di Sens;[5]
- Église Saint-Laurent a Le Vigean;[5]

Germania
- Museo Schnütgen di Colonia;[6]
- Museum für Kunst und Gewerbe di Amburgo;[7]

Italia
- Duomo di Anagni;
- Museo del Duomo di Lucca;

Svezia
- Chiesa di Trönö, Hälsingland

Regno Unito
- Ashmolean Museum di Oxford;[8]
- Cattedrale di Hereford;[9]
- British Museum di Londra;
- Victoria and Albert Museum di Londra;
- Collezione Burrell a Glasgow;

Stati Uniti d'America
- Museo Glencairn a Bryn Athyn[10] (Pennsylvania);
- Cleveland Museum of Art di Cleveland[11] (targa);
- Allen Memorial Art Museum di Oberlin[7]
- California Palace of the Legion of Honor a San Francisco;
- Museo d'Arte di Toledo a Toledo;[5]

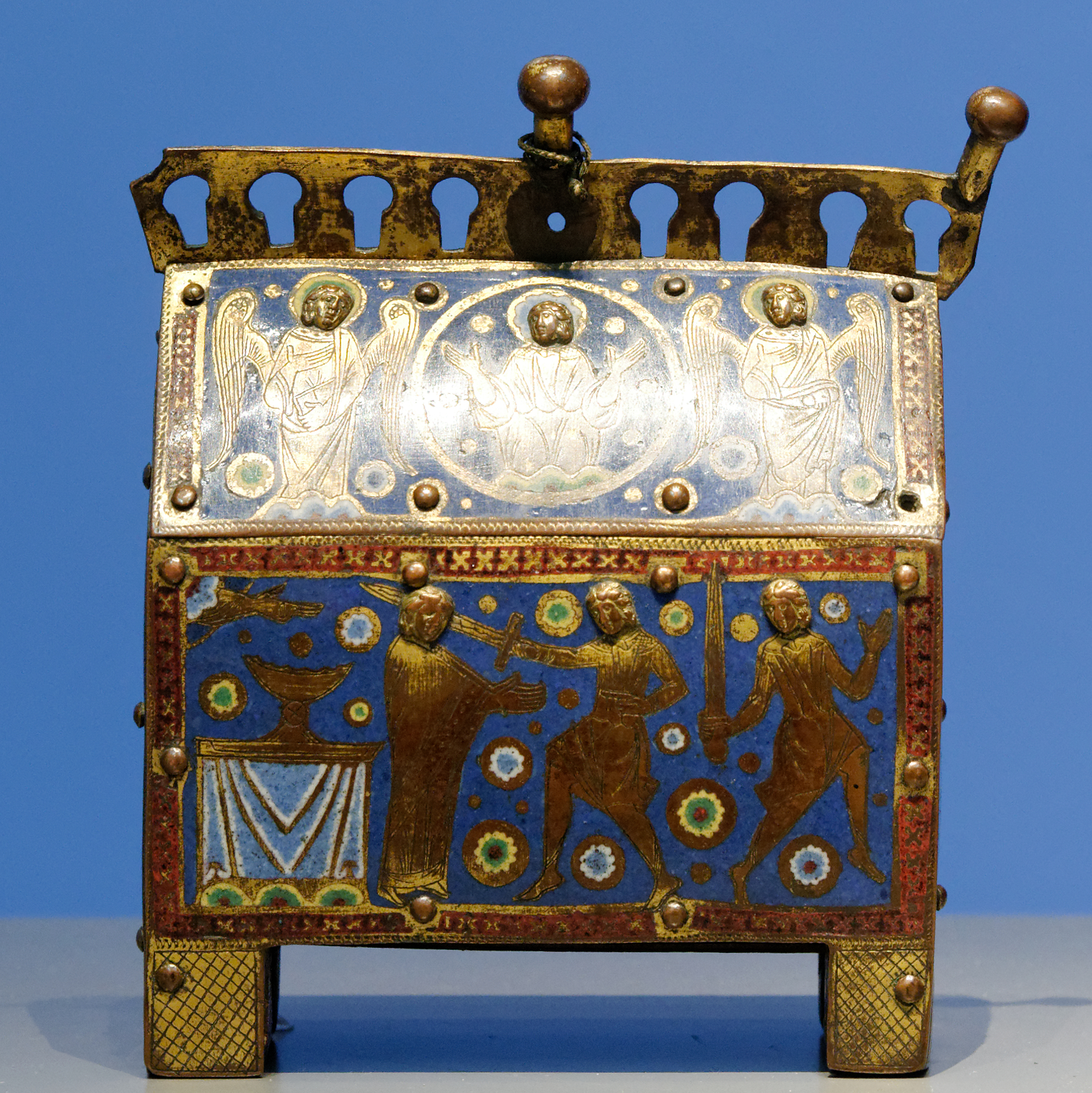
Reliquiario al British Museum di Londra
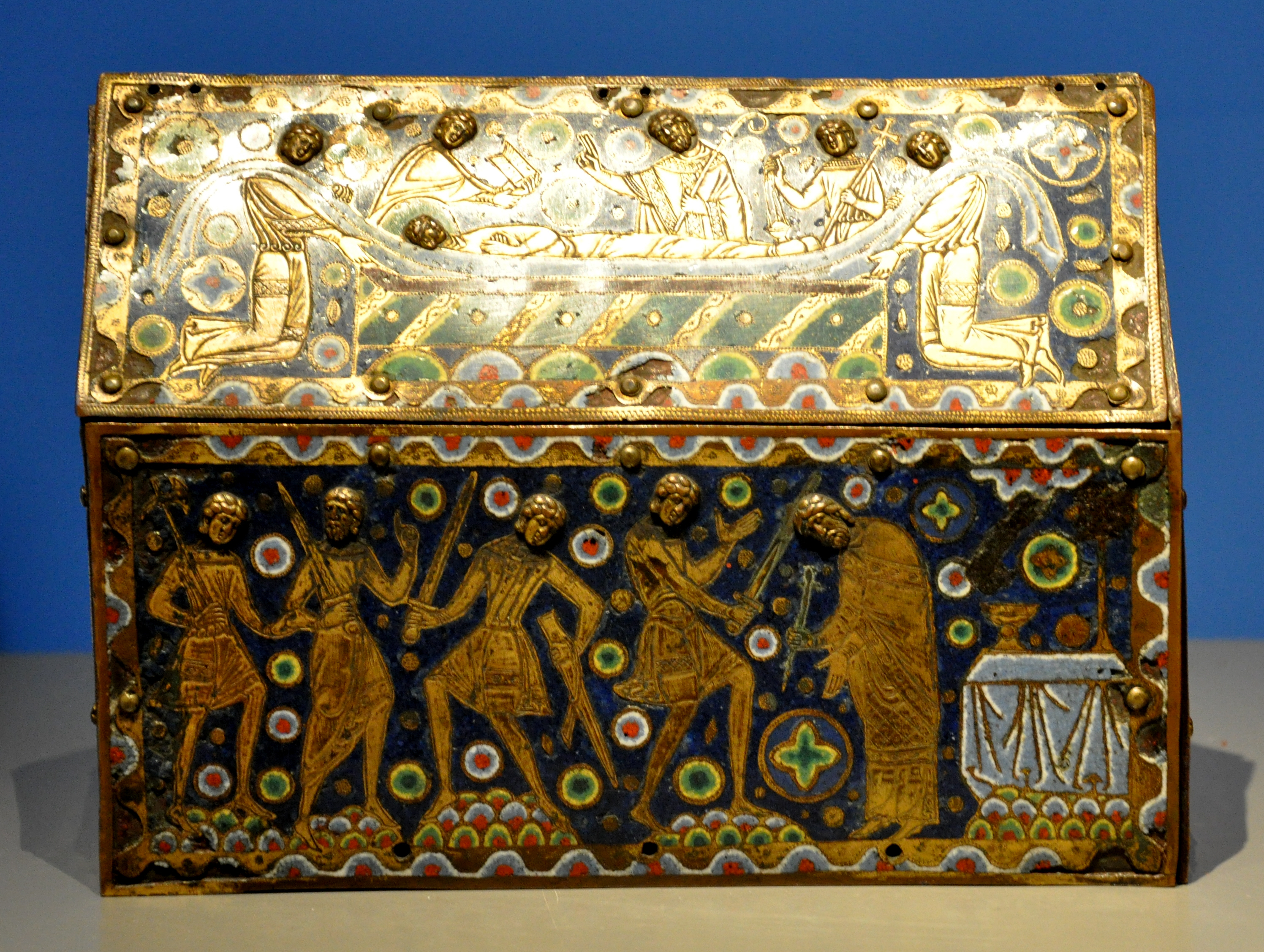
Reliquiario al British Museum di Londra
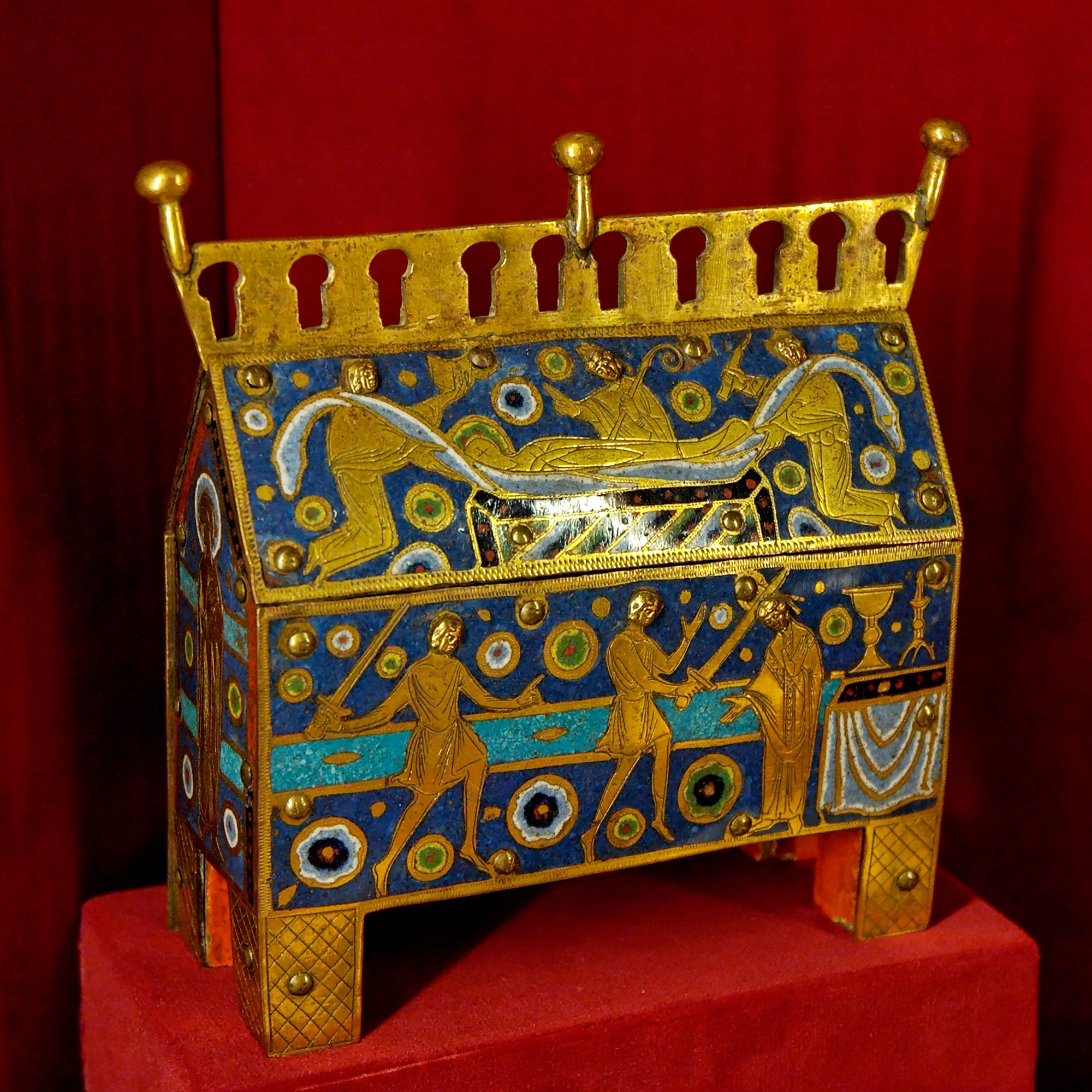
Reliquiario conservato al Museo Nazionale del Medioevo a Parigi
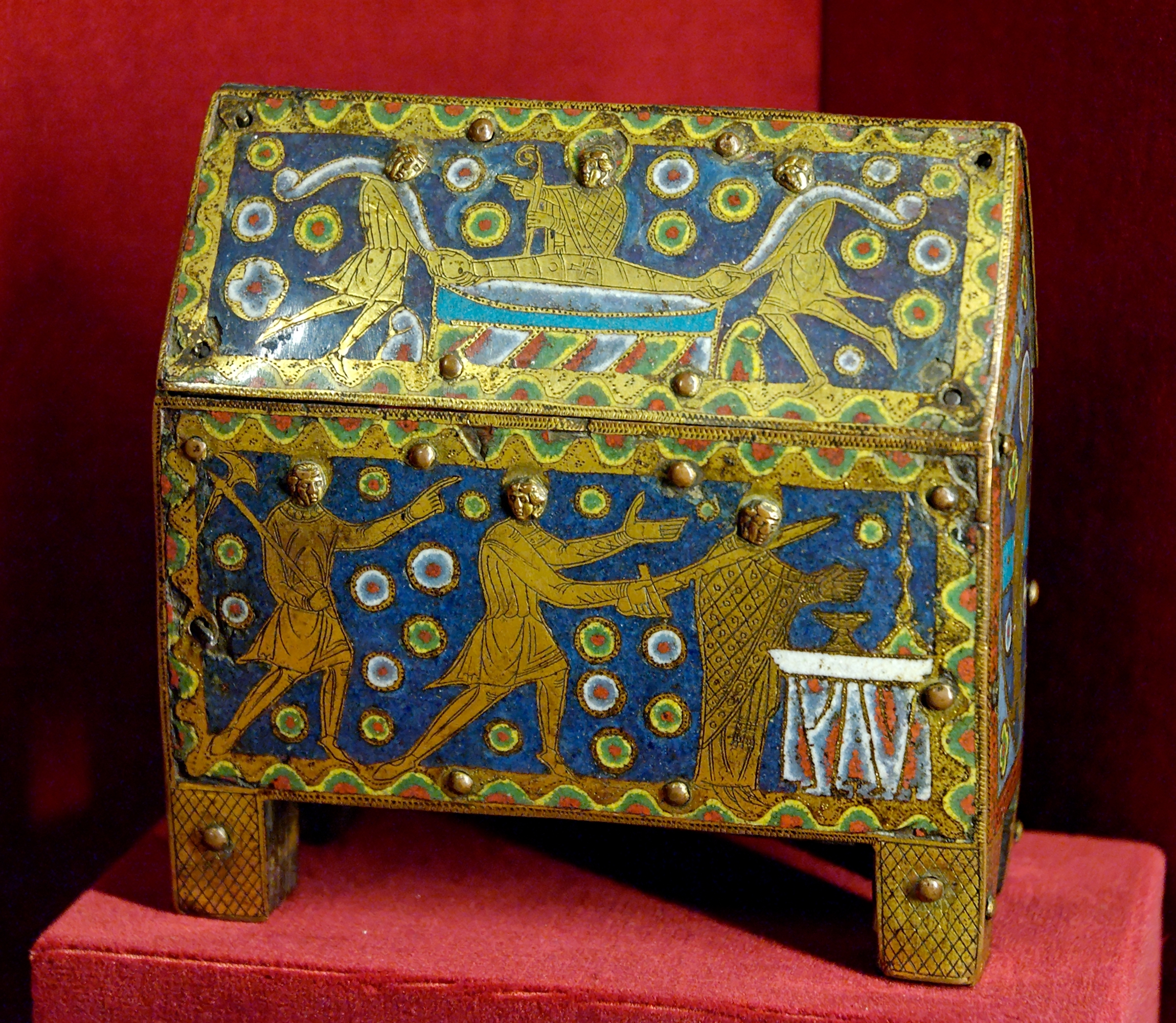
Un altro reliquiario conservato al Museo Nazionale del Medioevo a Parigi
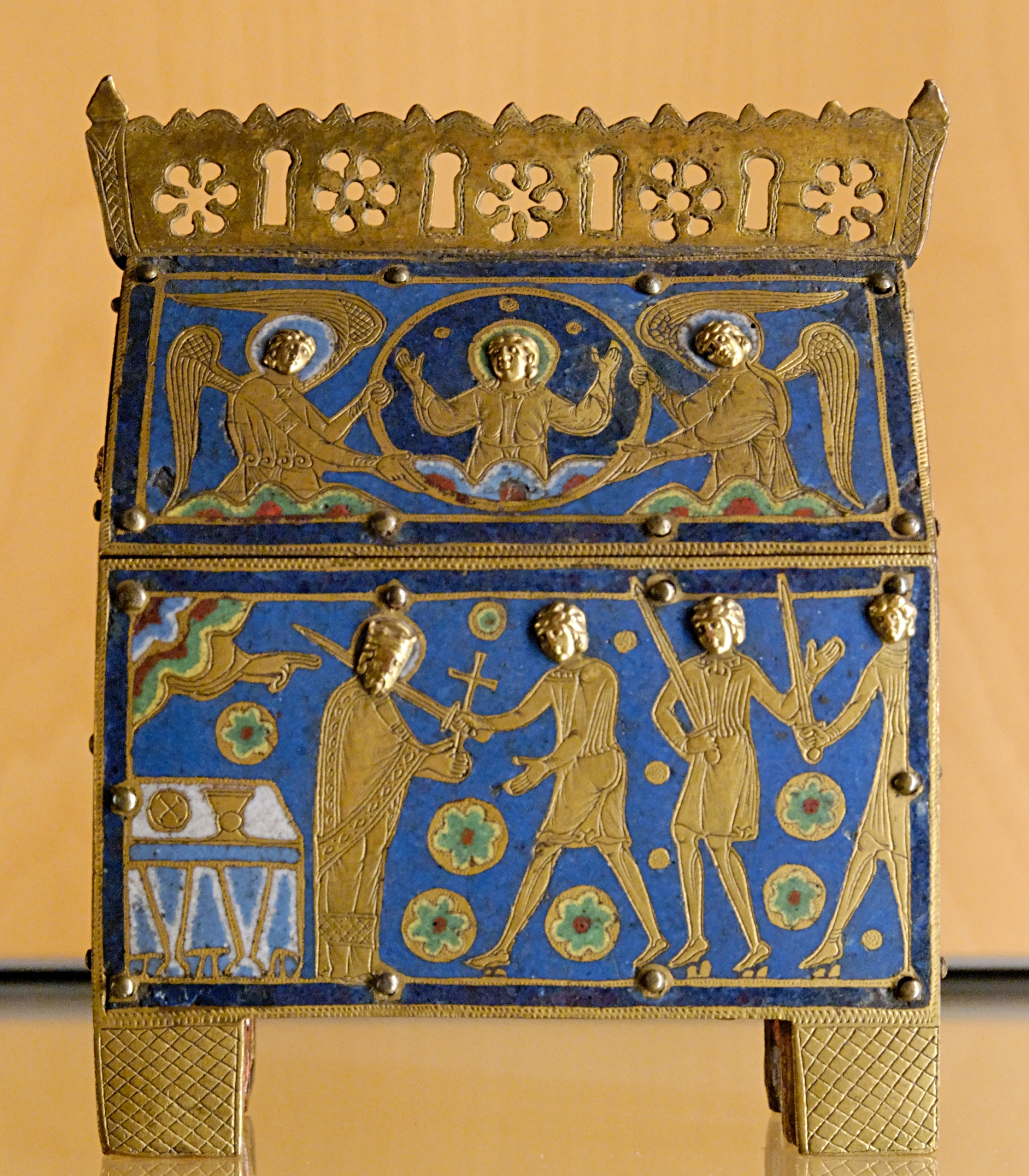
Reliquiario nel Musée des Beaux-Arts di Lione
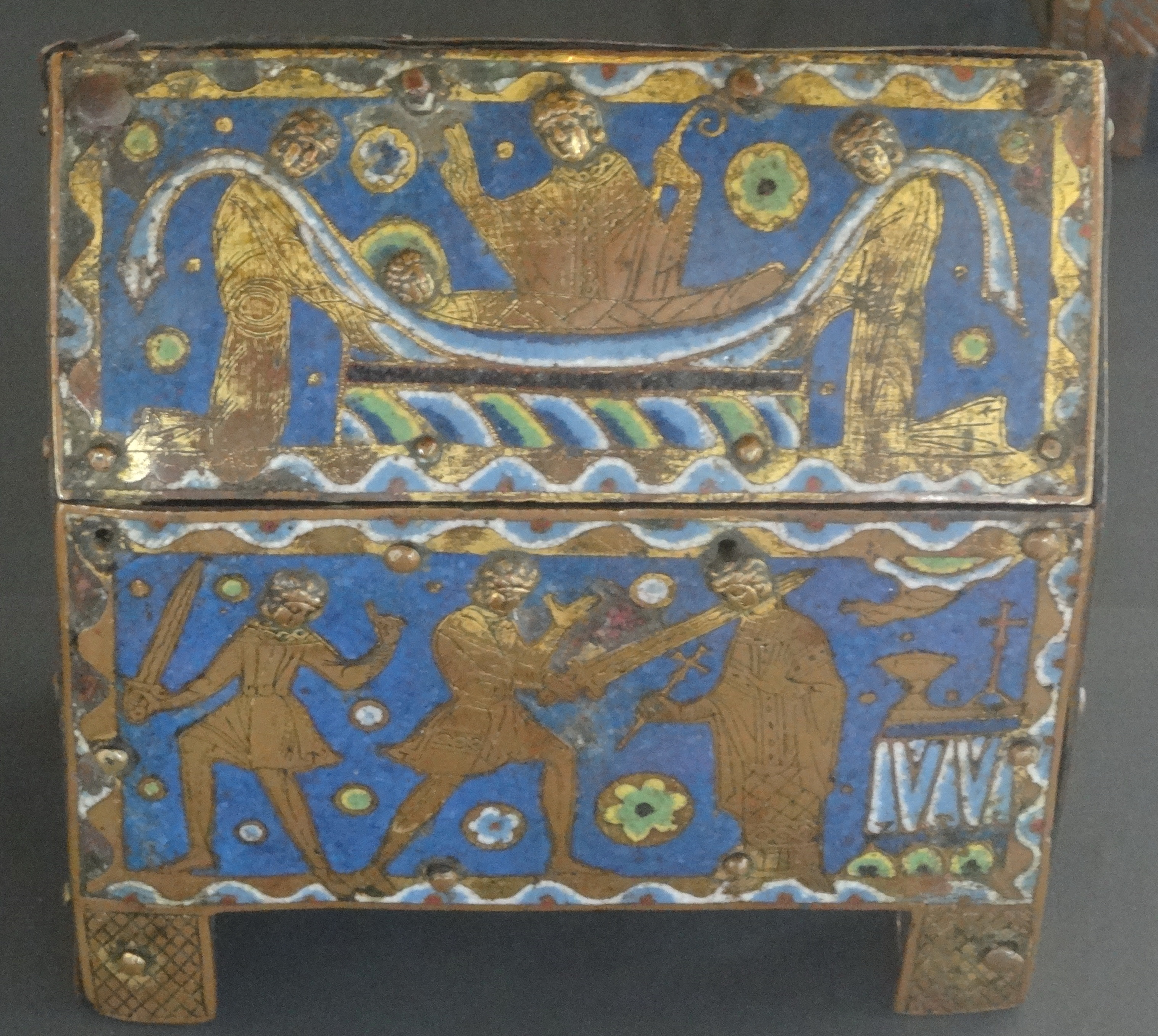
Reliquiario nel Museo di Belle Arti di Limoges